# Parafia św. Anny w Barze
Parafia św. Anny w Barze – rzymskokatolicka parafia znajdująca się w diecezji kamienieckiej w dekanacie barskim. Liczy 3120 wiernych.
Patronem parafii jest również św. Mikołaj.
W kościele barskim stale odprawiane są msze w jęz. polskim. 

## Historia
Parafia utworzona w połowie XVI w. z fundacji królowej Bony Sforzy. W latach 1550–1557 zbudowano drewniany kościół pw. św. Mikołaja. Uległ on pożarowi w 1648. W 1721 powstał nowy, również drewniany kościół, który spłonął w 1806. W 1811 rozpoczęto budowę murowanej świątyni, którą konsekrował w 1826 biskup kamieniecki Franciszek Mackiewicz. W 1860 świątynię wyposażył książę Lubomirski. Na początku XX w. kościół został powiększony i otrzymał drugi tytuł - św. Anny. W latach 1933–1942 kościół był zamknięty przez komunistów. Jednak w latach późniejszych pozostawał jednym z nielicznych katolickich kościołów czynnych na Podolu. Po upadku ZSRR kościół został odremontowany.
W ołtarzu głównym znajduje się łaskami słynący obraz Matki Bożej Barskiej.
W Barze służą Benedyktynki Misjonarki. Zajmują one dawny klasztor karmelitów trzewiczkowych, w kościele którego została zainicjowana konfederacja barska.